# Silvergråskivling
Silvergråskivling (Tephrocybe boudieri) är en svampart som först beskrevs av Kühner & Romagn., och fick sitt nu gällande namn av Derbsch 1977. Tephrocybe boudieri ingår i släktet Tephrocybe och familjen Lyophyllaceae.   Inga underarter finns listade i Catalogue of Life.
I den svenska databasen Dyntaxa används istället namnet Lyophyllum boudieri för samma taxon.  Arten är reproducerande i Sverige.